# Saint-Martin-le-Vinoux
Saint-Martin-le-Vinoux ist eine französische Gemeinde mit 5957 Einwohnern (Stand: 1. Januar 2022) im Département Isère in der Region Auvergne-Rhône-Alpes; sie gehört zum Arrondissement Grenoble und zum Kanton Grenoble-2. Die Einwohner werden Saint-Martinières genannt.

## Geografie

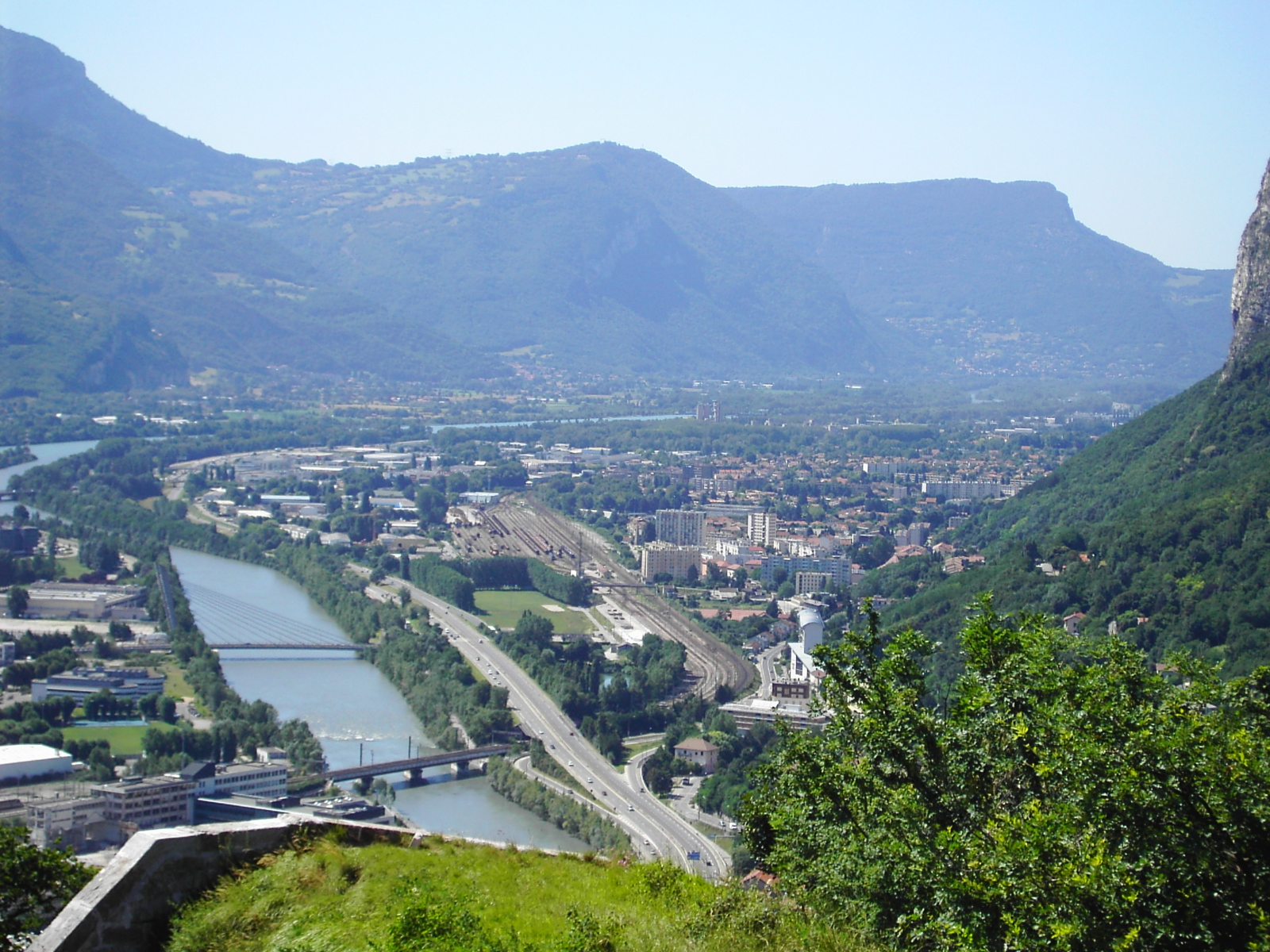
Blick auf Saint-Martin-le-Vinoux von der Bastille de Grenoble aus

Saint-Martin-le-Vinoux befindet sich nördlich von Grenoble am Ufer der Isère. Umgeben wird Saint-Martin-le-Vinoux von den Nachbargemeinden Quaix-en-Chartreuse im Norden, La Tronche im Osten, Grenoble im Süden sowie Saint-Égrève im Westen und Nordwesten. An der Grenze zu Saint-Égrève erhebt sich der Mont Néron mit 1298 Metern als Teil des Chartreuse-Gebirges. Das Gemeindegebiet liegt teilweise im Regionalen Naturpark Chartreuse.

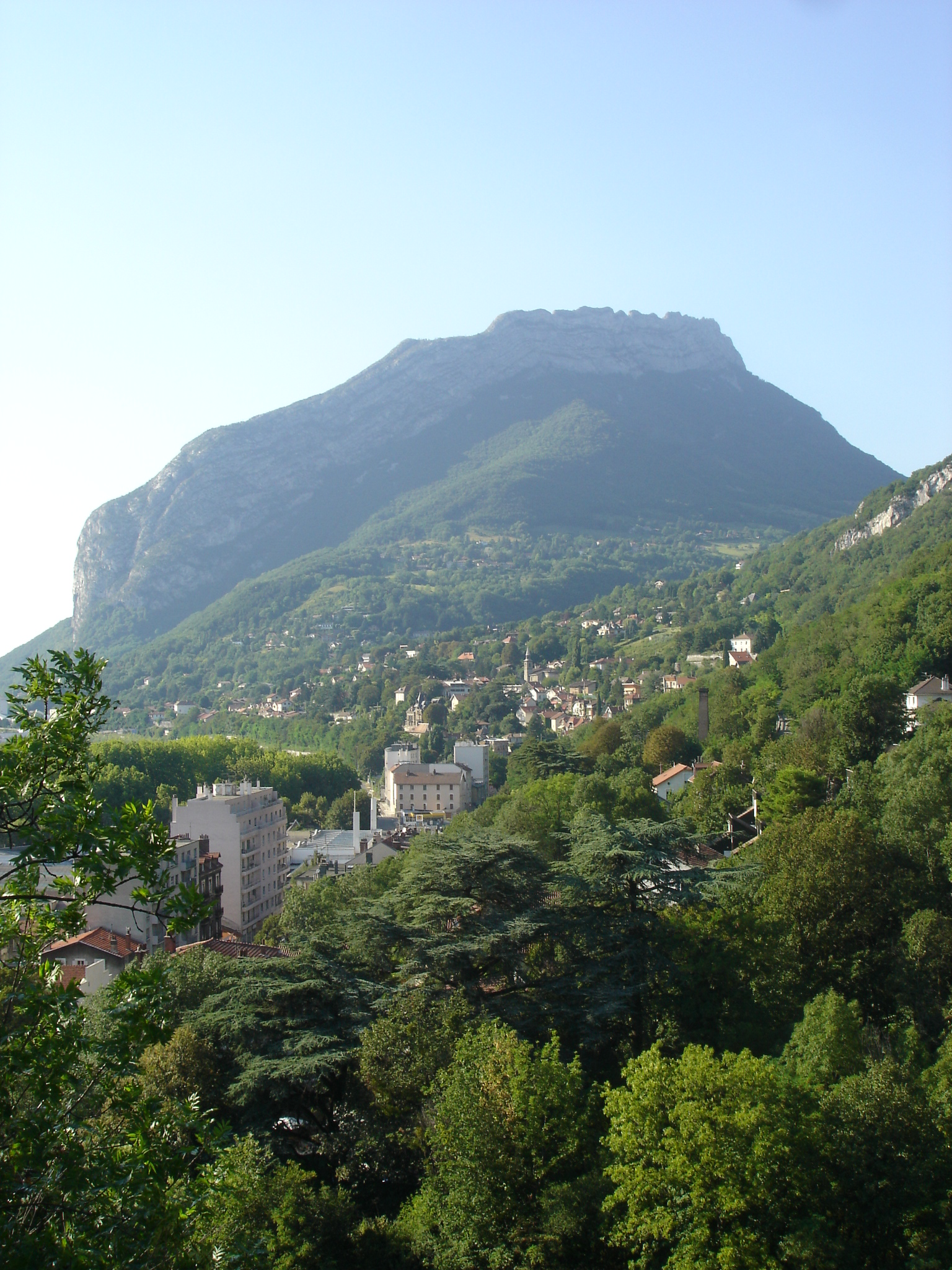
Mont Néron

## Ortsteile
Neben dem eigentlichen Ortskern besteht die Gemeinde aus den Ortsteilen Blanchet, La Canet, L’Ermitage, Mas-Caché, Narbonne, Buisseratte, Saint-Martin-le-Petit-Vinoux, Clémencières und La Balme.

## Geschichte
Der Ort mit seinem Namen ist seit 1044 urkundlich nachgewiesen.

## Bevölkerungsentwicklung
| 1962                       | 1968 | 1975 | 1982 | 1990 | 1999 | 2006 | 2018 |
| -------------------------- | ---- | ---- | ---- | ---- | ---- | ---- | ---- |
| 3849                       | 5843 | 5582 | 5251 | 5139 | 5187 | 5331 | 5799 |
| Quellen: Cassini und INSEE |      |      |      |      |      |      |      |

## Sehenswürdigkeiten
- zeitgenössische Kirche Saint-Jean-Marie-Vianney
- Kapelle von Narbonne
- Villa Casamaures, Landhaus im „orientalischen Stil“, nach 1855, aber vor 1867 gebaut[1], Monument historique seit 1992
- Mémorial national des troupes de montagne am Mont Jalla

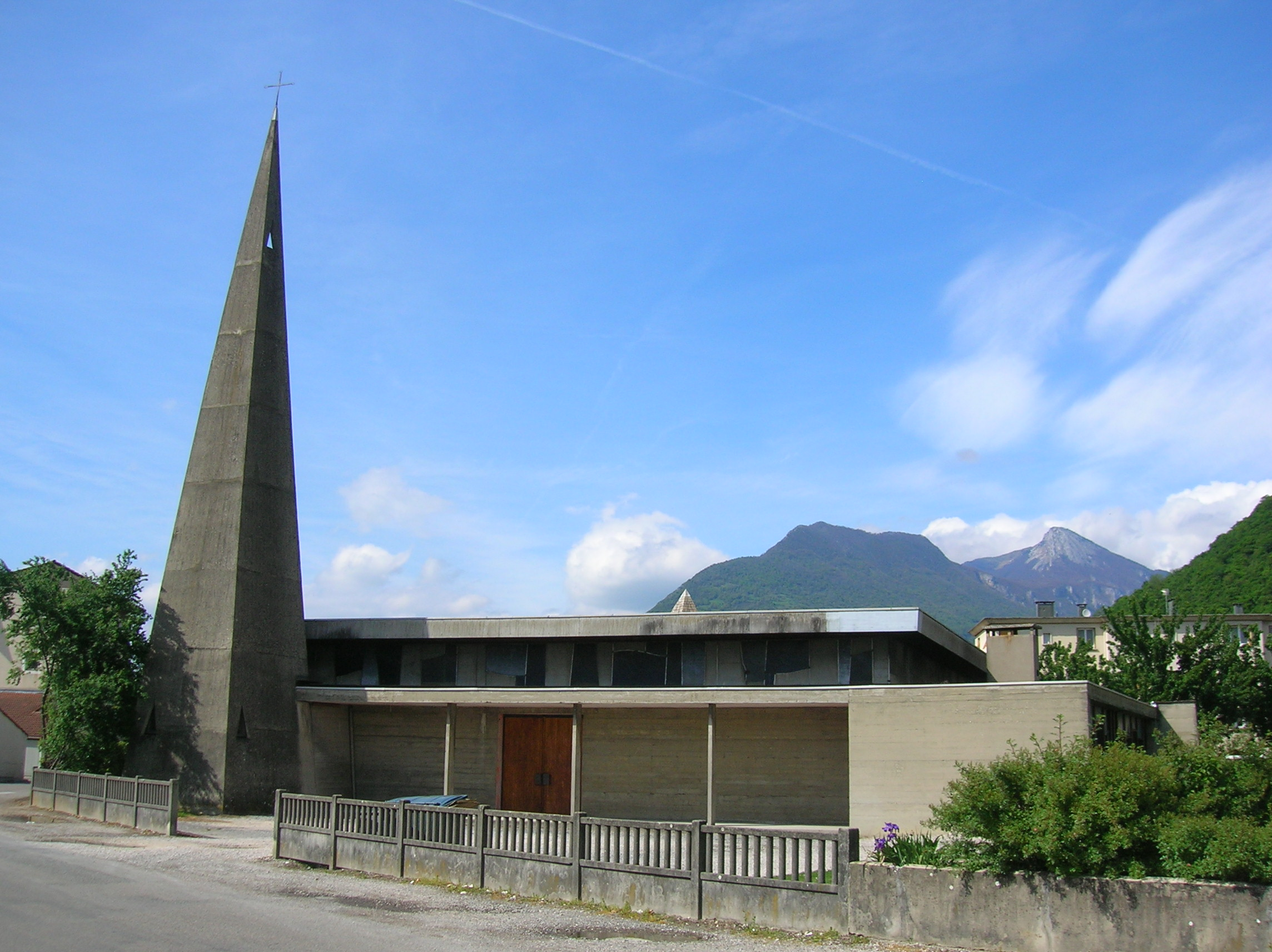
Kirche Saint-Jean-Marie-Vianney
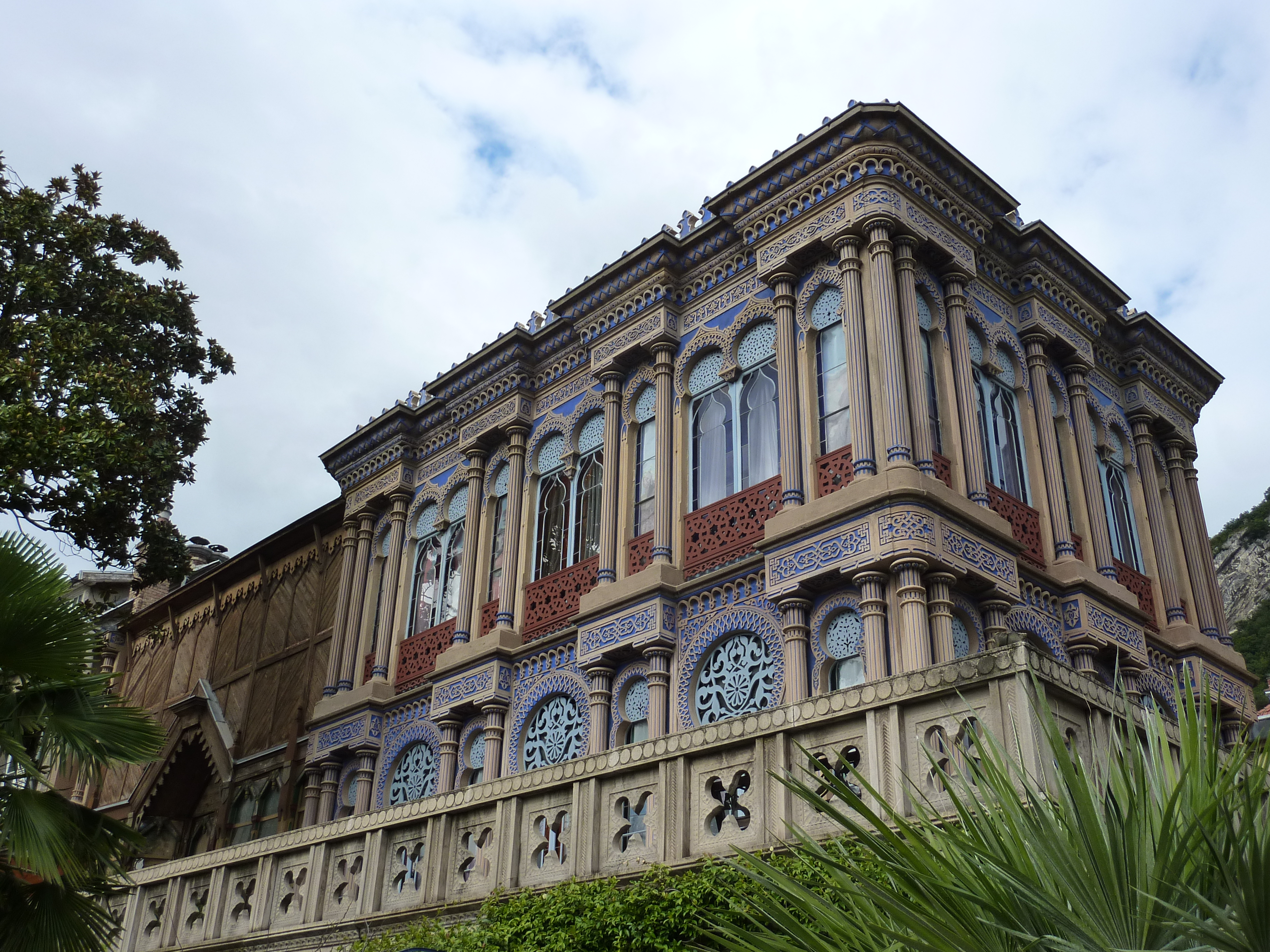
Villa Casamaures
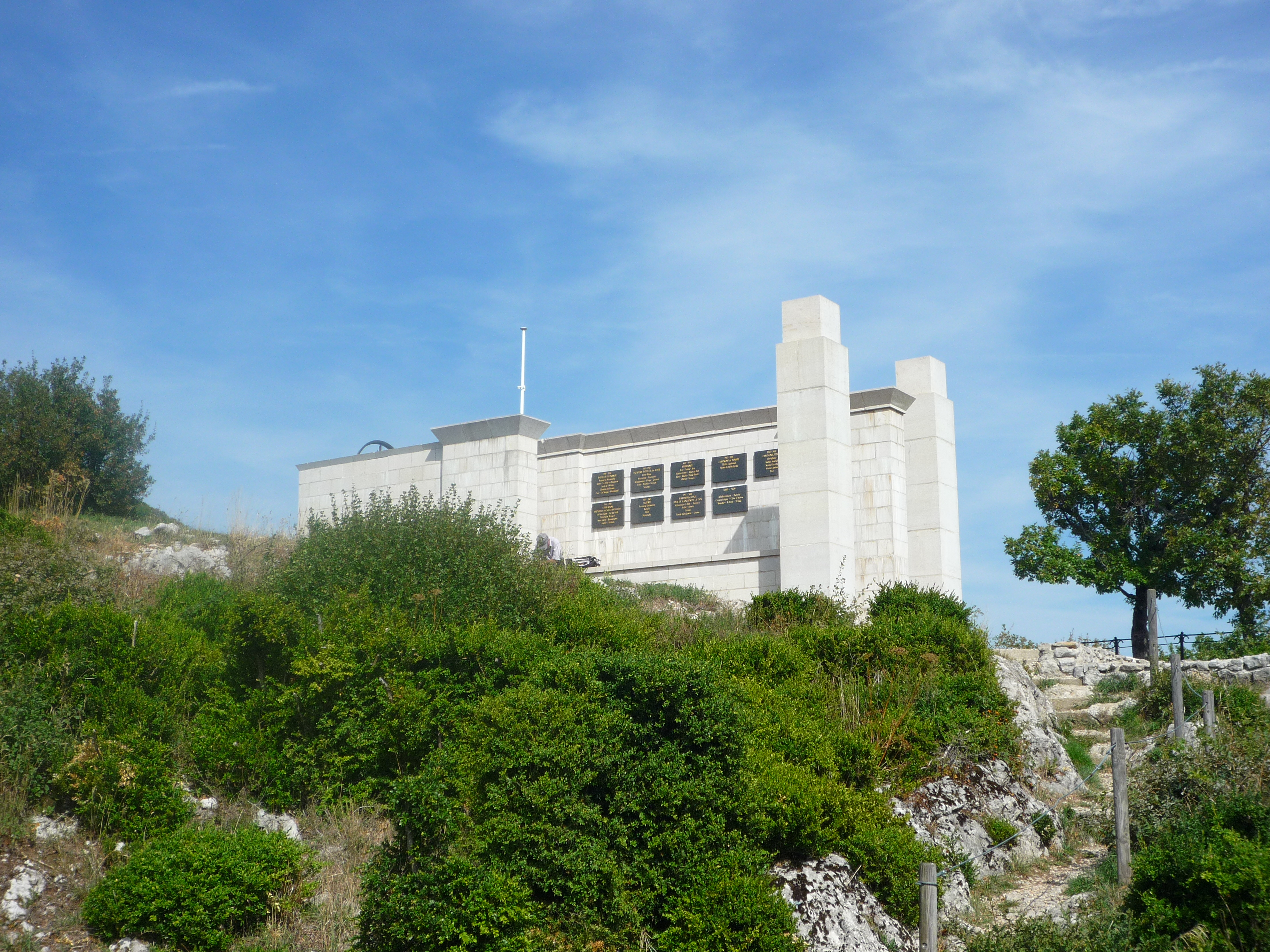
Mémorial national des troupes de montagne

## Partnergemeinden
- Brotterode-Trusetal, Thüringen, Deutschland
- Moribabougou, Mali
- Bălcești, Walachei, Rumänien

## Persönlichkeiten
- Anne Sophie Pellissier (* 1987), Snowboarderin